# Meta Velander
Eva Margareta "Meta" Velander (Danderyd, 13 de agosto de 1924 - 16 de mayo de 2025) fue una actriz sueca.

## Biografía
Es hija de Maj Halle y el profesor Edy Velander. Se crio en Kungsholmen en Estocolmo, cerca de Rålambshovsparken, donde vivió hasta los veintiún años.
Comenzó a actuar en obras de teatro durante sus años escolares. Tras estudiar en la Royal Dramatic Training Academy entre 1947 y 1950, empezó a trabajar en el Uppsala Stadsteater, donde permaneció hasta 1957. Posteriormente trabajó en el Stockholms stadsteater desde 1960 hasta la actualidad. Presentó episodios de Sommar i P1 en Sveriges Radio en 1982 y 2010.
Se casó con el actor Ingvar Kjellson el 22 de junio de 1949 y estuvo casada con él hasta su muerte en 2014.
Falleció el 16 de mayo de 2025 a los 100 años, en Djursholm.

## Filmografía
| Año  | Película                            | Papel                      | Notas         |
| ---- | ----------------------------------- | -------------------------- | ------------- |
| 1945 | Kungliga patrasket                  | Cazadora de autógrafos     | Sin acreditar |
| 1950 | While the City Sleeps               | Camarera de cafetería      |               |
| 1957 | Summer Place Wanted                 | Actriz de radionovelas     | Voz           |
| 1958 | The Phantom Carriage                | vecina de Holms            |               |
| 1960 | The Judge                           | Secretaria del juez        |               |
| 1964 | Loving Couples                      | Señora                     |               |
| 1972 | Andersson's Kalle                   | Instructora del campamento |               |
| 1972 | The Man Who Quit Smoking            | Empleada de prensa         |               |
| 1972 | Honeymoon                           | Mrs. Eriksson              |               |
| 1980 | Der Mann, der sich in Luft auflöste | Secretaria                 |               |
| 1980 | Marmalade Revolution                | Ama de llaves              |               |
| 1989 | S/Y Joy                             | Tía                        |               |
| 1991 | Agnes Cecilia – en sällsam historia | Vera Alm, abuela de Nora   |               |
| 2000 | Pettson och Findus – Kattonauten    | Elsa                       | Voz           |
| 2001 | Deadline                            | madre de Thomas            |               |
| 2010 | Dear Alice                          | Elsa                       |               |

### Papeles de doblaje
- The Aristocats (1970) – Amelia Gabble[6]
- The Rescuers (1977) – Madame Medusa[6]
- The Black Cauldron (1985) – Orddu[6]
- The Great Mouse Detective (1986) – La reina ratonia[6]
- Beauty and the Beast (1991) – Mrs. Potts[6]
- Beauty and the Beast: The Enchanted Christmas (1997) – Mrs. Potts[7]
- Belle's Magical World (1998) – Mrs. Potts[7]
- The Incredibles (2004) – Mrs. Hogenson[8]